# Karl Schwister
Karl Schwister (* 15. März 1954 in Pulheim) ist ein deutscher Chemiker, Herausgeber und Autor.

## Werdegang
Schwister studierte an der RWTH Aachen Chemie. Er wurde 1990 zum Professor für Chemie und an die Fachhochschule Düsseldorf berufen. Seit 2013 ist er dort Dekan des Fachbereichs Maschinenbau und Verfahrenstechnik. Von 2015 bis 2018 war er Rektor der Westsächsischen Hochschule Zwickau.
Schwister ist Ururenkel von Johann Schwister (1862–1921), verheiratet und Vater dreier Kinder.

## Herausgegeben
- Taschenbuch der Umwelttechnik
- Verfahrenstechnik für Ingenieure: Ein Lehr- und Übungsbuch
- Kleine Formelsammlung Chemie
- Taschenbuch der Verfahrenstechnik der Chemie 2, verbesserte Ausgabe
- Taschenbuch der Chemie
- !Switch on CD-ROM Kleine Formelsammlung der Chemie 5.0
- Taschenbuch der Chemie 2